# Vaupesia
Vaupesia é um género botânico pertencente à família Euphorbiaceae.

## Espécie
Vaupesia cataractarum R.E.Schult.

## Nome e referências
Vaupesia R.E.Schult.